# Peugeot 604

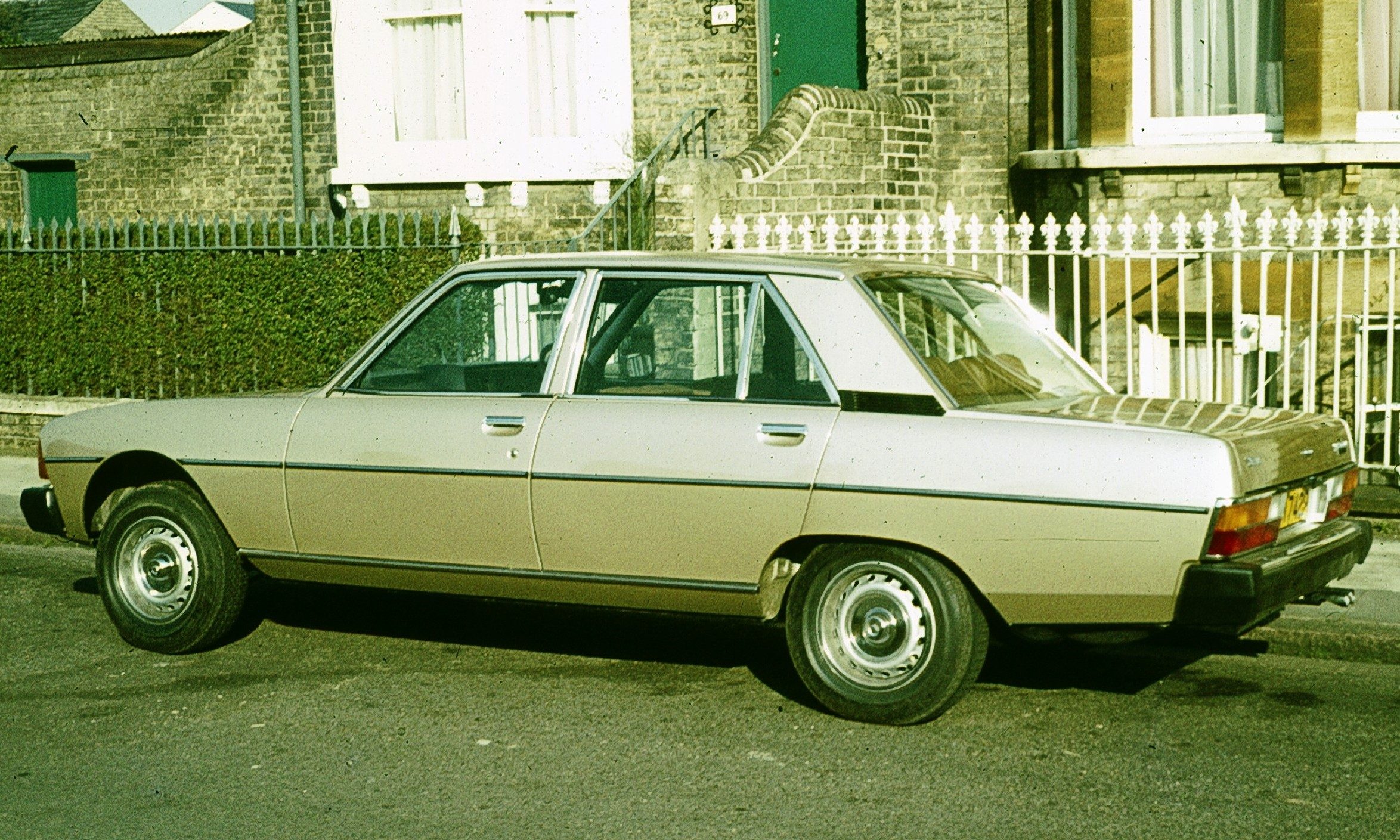
Vista posterior de un Peugeot 604.

El Peugeot 604 es un automóvil del segmento E producido por el fabricante francés Peugeot entre los años 1975 y 1985. 153.252 unidades del 604 fueron vendidas durante sus diez años de producción.
El 604, diseñado por Pininfarina, fue presentado en el Salón del Automóvil de Ginebra en marzo de 1975, y las ventas al público comenzaron en septiembre de aquel año. Estaba basado en el chasis del Peugeot 504 e impulsado por el entonces nuevo motor de gasolina V6 de 2.7 litros de cilindrada y 145 CV de potencia máxima, desarrollado junto con Renault y Volvo.
El 604 fue la primera incursión de Peugeot en el segmento de los automóviles de lujo en cuarenta años (el último en ser lanzado fue el efímero Peugeot 601 de 1934). Esto significaba que tenía que robar clientes de marcas ya establecidas.
Los 604 fueron introducidos durante la crisis energética del año 1973, que desincentivó la compra de modelos con motores grandes y gastadores. El 604 recibió algunas motorizaciones menos potentes, pero las ventas no aumentaron.
En 1978 se introdujo el primer automóvil de producción con motor diésel con turbocompresor, usando el motor Indenor Diesel de 2374 cc denominado XD2S.
Las ventas, que nunca fueron particularmente altas, bajaron en 1980 después del lanzamiento de los 505, y los últimos 604 salieron de la cadena de producción en 1985. El siguiente automóvil de lujo de Peugeot, el 605, fue lanzado en 1989.
El 604 fue un fracaso comercial. Los periodistas contemporáneos lo atribuyeron a una variedad de motivos, como un diseño sin ambición, la carencia de innovación técnica, y problemas de oxidación de la carrocería.

## Historia
Durante finales de los años 1970, Peugeot y Citroën discutían sobre cómo dirigirse al segmento E, subestimado y anónimo con calidad de construcción incompleta (Peugeot 604), o distintivo y de vanguardia con calidad incompleta de construcción (Citroën CX).
A finales de 1978, PSA Peugeot Citroën tomó el control de Chrysler Europe, resucitando el nombre Talbot, y presentaron a un competidor directo en los 604 y CX, el Talbot Tagora en 1980. El Tagora fue un desastre financiero y de ventas; del Tagora se vendieron sólo el 20% de las unidades conseguidas por los 604 y el 2% de ventas CX.
Los fabricantes alemanes no vacilaron en explotar esta confusión en Francia, con automóviles como el BMW Serie 5 de 1974 (que también entró en un segmento nuevo para el fabricante) que tenía una calidad de construcción relativamente buena. Los modelos alemanes crearon una posición inexpugnable en el segmento E durante finales de los años 1970 y a principios de los años 1980. Los alemanes no fueron amenazados hasta los años 2000 con las berlinas japonesas.
Francia históricamente tenía sólo un vehículo que competía seriamente en el segmento ejecutivo a través de Europa, el Citroën DS. Los 604 eran quizás un punto clave decisivo en este camino - el último punto en el cual PSA Peugeot Citroën podría haber teóricamente enfocado sus recursos en hacerse un competidor viable a largo plazo  en este lucrativo segmento de mercado. 
Mientras Francia no tenía ningún vehículo de clase ejecutiva que fuera competitivo internacionalmente, ellos todavía hacían vehículos grandes como el Peugeot 607 para uso oficial, similar a la situación encontrada en los Estados Unidos por el Lincoln Town Car.